# Eugene Field
Eugene Field Senior (Saint Louis, 2 settembre 1850 – Chicago, 4 novembre 1895) è stato uno scrittore e poeta statunitense.

## Biografia
Nato e cresciuto sino nel 1856 nel Missouri, dove in seguito alla morte della madre suo cugino, Mary Field French, si occupò di lui nel Massachusetts, dopo aver frequentato il Williams College in Williamstown, Massachusetts da cui, in seguito alla morte del padre, Roswell Field si ritirò, decise allora di andare nell'Illinois al Knox College in Galesburg. Dopo un anno cambiò ancora e decise di frequentare l'Università del Missouri, dove trovò suo fratello. Nel 1875 si sposò con Julia Comstock, dalla quale ebbero 8 figli.
In seguito scrisse per la Gazette, il Kansas City Times, e il Denver Tribune, morì all'età di 45 anni.

## Opere
Numerose sono state le sue creazione letterarie. Fra le maggiori:
- "Lovers Lane", poesia
- "Christmas Treasures", poesia (1879)
- "Wynken, Blynken, and Nod."
- "The Holy Cross" (racconto breve)
- "Daniel and the Devil" (racconto breve)